# Bashneft
JSOC Bashneft (en ruso: ОАО «АНК „Башнефть“») es una empresa petrolífera de Rusia. Fue fundada en 1946 y tiene su sede en la ciudad de Ufá, en la república rusa de Bashkortostán. Es uno de los mayores productores de petróleo del país y opera en 140 campos de petróleo y gas natural en Rusia, con una producción anual de 16 millones de toneladas.
El holding ruso Sistema se hizo con una participación mayoritaria de Bashneft en marzo de 2009 por valor de 2.500 millones de dólares.